# Квидзин
Квидзин (пољ. Kwidzyn) град је у Пољској у Војводству поморском. По подацима из 2012. године број становника у месту је био 38 931.

## Становништво
| 2012.  |
| ------ |
| 38 931 |

## Партнерски градови
- Целе